# کیم چانگ-هی (وزنه‌بردار)
کیم چانگ-هی (کره‌ای: 김창희؛ ۱۴ فوریهٔ ۱۹۲۱ – ۱۸ ژانویهٔ ۱۹۹۰) وزنه‌بردار اهل کره جنوبی بود.
وی در مسابقات کشوری و بین‌المللی در مجموع برندهٔ ۱ مدال طلا، ۱ مدال برنز شده‌است.